# Musculus splenius capitis

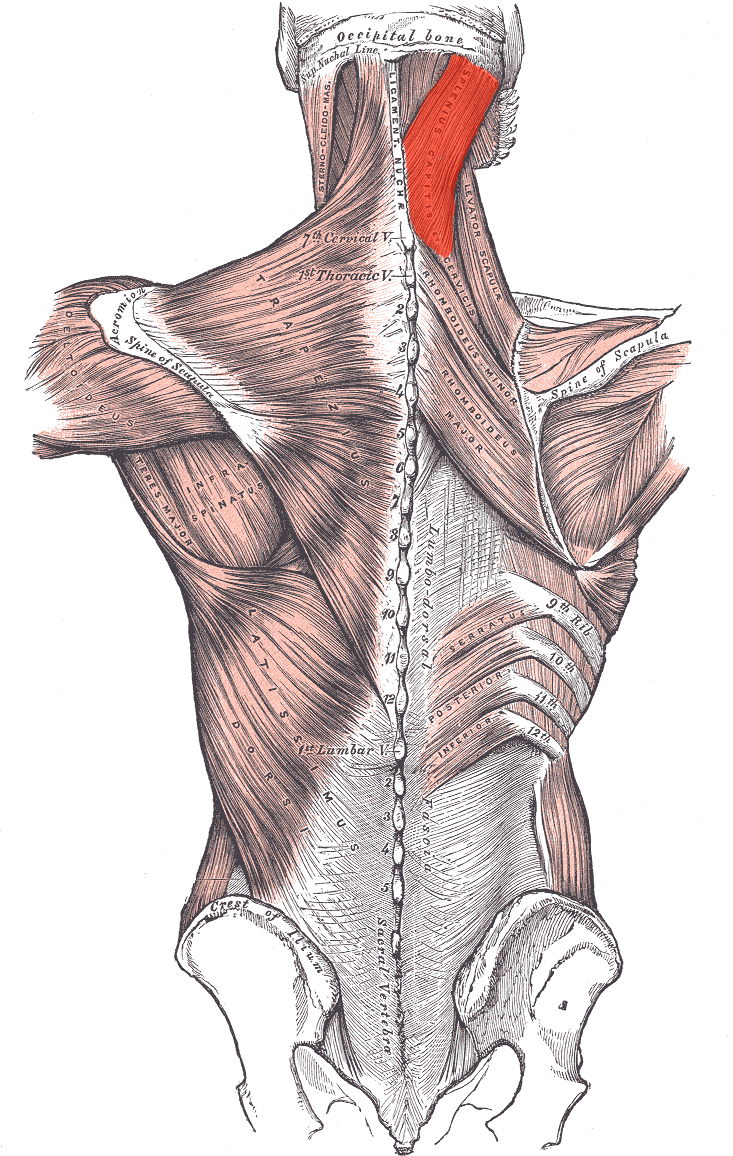
A hát izomai (a vörös alatt alig láthatóan van jelölve a splenius capitis)

A musculus splenius capitis egy apró izom az ember nyakában de a háthoz tartozik.

## Eredés, tapadás, elhelyezkedés
A ligamentum nuchae és a VII. nyakcsigolya processus spinosus vertebrae nevű részéről ered. A csecsnyúlványon (processus mastoideus) tapad.

## Funkció
Nyújtja a nyakat és forgatja a fejet.

## Beidegzés, vérellátás
A ramus posterior nervi spinalis idegzi be és az aorta muscularis ágai látják el vérrel.

## Külső hivatkozások
- Kép, leírás
- Kép